# Frank Beard
Frank Lee Beard, (Frankston, Texas; 11 de junio de 1949) es el baterista del grupo musical de blues y rock ZZ Top. 
Beard estuvo anteriormente en los grupos The Cellar Dwellers, The Hustlers, The Warlocks y The American Blues antes de juntarse con Billy Gibbons y Dusty Hill para formar ZZ Top, también llamada The Little Ol' Band from Texas.
Beard estudió en la Irving High School de Irving. Irónicamente, aunque en inglés su apellido significa "Barba", Beard es el único miembro de ZZ Top que no lleva la distintiva barba frondosa. Si lo hizo brevemente durante los 90, aunque a menudo si tiene bigote.